# Ctenophorus caudicinctus
Ctenophorus caudicinctus — вид ігуаноподібних ящірок родини агамових (Agamidae). Ендемік Австралії.

## Поширення й екологія
Ctenophorus caudicinctus мешкають на північному заході Західної Австралії, в Пілбарі, на сусідніх островах та у Великій Піщаній пустелі. Вони живуть у кам'янистих місцевостях та в тріщинах серед скель.